# Уманец, Анатолий Фёдорович
Уманец Анатолий Федорович (род. 20 сентября 1946, с.Вершинова Муравейка,Черниговской области, УССР) — дирижер, композитор, педагог, заслуженный артист Украинской ССР (1984), заслуженный деятель искусств Российской Федерации (2009), Действительный член Международной Академии информатизации в генеральном консультативном статусе ООН, член Союза московских композиторов, член Международного союза музыкальных деятелей, профессор. Отец заместителя начальника Академического ансамбля песни и пляски Российской Армии имени А. В. Александрова Вячеслава Уманца.

## Биография
Родился 20 сентября 1946 года в с. Вершинова Муравейка Черниговского района Черниговской области в семье служащего.
В 1966 году окончил Черниговское музыкальное училище по классу трубы. В 1970 году окончил Военно-дирижерский факультет при Московской государственной консерватории им. П. И. Чайковского, а в 1984 году -   Одесскую консерваторию им. Н.В. Неждановой как композитор и музыковед. 
С 1970 по 1984 год Уманец А.Ф. возглавлял военные оркестры в городах: Днепропетровск (1970 – 1972гг.), Вюнсдорф (Группа советских войск в Германии 1972 – 1977 гг.), Одесса (1977 – 1984гг.).
С 1984 по 2009 год – преподаватель, старший преподаватель, доцент, профессор Военно-дирижерского факультета при Московской государственной консерватории им. П. И. Чайковского. Преподавал дирижирование, методику репетиционной работы с оркестром, инструментовку, чтение партитур, композицию.
Подготовил более семидесяти военных дирижеров, десять из них имеют почетные звания, пятнадцать являются лауреатами международных и российских конкурсов и фестивалей.
В 1993 году уволен в запас. Воинское звание – подполковник. Ветеран воинской службы.
С 2000 по 2009 год Уманец А.Ф. работал в должности художественного руководителя – главного дирижера Государственного духового оркестра Российской Федерации. За эти годы было подготовлено и воплощено на концертной эстраде более 120 различных концертных программ. Сыграно более 500 концертов. Аудитория слушателей Государственного духового оркестра России за этот период составила более 250000 человек.
Ежегодно, начиная с 2000 по 2008 год, Государственный духовой оркестр России под управлением Уманца А.Ф. принимал участие в Международном фестивале современной музыки «Московская осень», где было исполнено более 100 премьер новых сочинений для духового оркестра российских и зарубежных композиторов. 
С 2007 года по настоящее время Уманец А.Ф. работает на кафедре духовых оркестров и ансамблей Института музыки Московского государственного университета культуры и искусств. Преподает дирижирование, дирижёрскую ритмику, инструментовку, чтение оркестровых партитур. Читает созданные им лекции по курсам: «История дирижерского искусства», «История оркестровых стилей», «Современные формы деятельности и репертуар духовых оркестров», «Дирижерская ритмика», «Дирижерская техника», «Основы композиции», «Инструментоведение» и «Инструментовка», «Методика преподавания дисциплин дирижерского профиля».
Стаж педагогической работы Уманца А. Ф. в образовательных организациях высшего профессионального образования составляет более 38 лет.

## Научная деятельность
Избранные труды:
- Озвученное учебное пособие по инструментоведению. Учебное пособие. 1995 г.
- Хрестоматия по инструментовке. Учебное пособие. 2014 г.

Учебные программы:
- Дирижирование
- Инструментовка
- Инструментоведение
- Чтение партитур
- Композиция
- Техника дирижирования
- Дирижерская ритмика
- История дирижерского искусства
- История оркестровых стилей
- Методика преподавания дисциплин дирижерского профиля
- Современные формы деятельности духовых оркестров
- Современный репертуар духовых оркестров
- Оркестровая литература

## Композиции
- «Славяне». Симфония-поэма для симфонического оркестра
- «Романтики». Кантата для хора, солиста и симфонического оркестра на слова А.Дегтяря
- «Не исчезай в нас чистота». Вокальный цикл для хора, баритона и симфонического оркестра на слова А.Вознесенского
- «Метаморфозы». Симфония № 2 для симфонического оркестра
- Скерцо для духового (симфонического) оркестра
- Триптих для симфонического оркестра
- «У вечного огня». Баллада для симфонического (духового) оркестра
- «Лебеди над Освенцимом». Поэма для симфонического (духового) оркестра и чтеца по одноименной поэме Л. Татаренко
- «Гимн павшим» для баса и симфонического (духового) оркестра на слова С. Острового
- «Праздничные фанфары». Увертюра для духового (симфонического) оркестра
- «Пульс времени». Концерт для духового (симфонического) оркестра
- Интермеццо для двух флейт и духового оркестра
- Концертный вальс для духового оркестра
- Романс «Одиночество» для баса и фортепиано на слова Э. Межелайтиса
- Ноктюрн «Звездная песнь» для голоса и фортепиано на слова Н. Годованюка
- «Завещание любви». Вокальный цикл на слова Р. Гамзатова
- «Колыбельная» на слова К. Кулиева
- Фантазия на тему романса А. Варламова «Красный сарафан».
- «Песнь ямщика». Марш для духового оркестра на темы русских народных песен
- «Добрый вечир дивчыно…». Виночок з украйинськых писэнь
- «Давайте радоваться…» Фантазия на народные темы
- Русская фантазия.
- «Шумит волна». Попурри на темы песен о море.
- «Песни моря». Фантазия на темы песен о Военно-морском флоте.
- Марш «Шагают музыканты»

## Награды
- Орден «За заслуги в культуре и искусстве» (21 мая 2024 года) — за большой вклад в развитие отечественной культуры и искусства, многолетнюю плодотворную деятельность[1],
- Заслуженный артист Украинской ССР (1984),
- Заслуженный деятель искусств Российской Федерации (6 февраля 2009 года) — за заслуги в области искусства[2],
- Ученое звание профессора по кафедре духовых оркестров (2011),
- Ученое звание доцента по кафедре военно-дирижерской (1991),
- Лауреат Всеармейского конкурса военных оркестров (1983),
- Лауреат (Гран При) Международного фестиваля-конкурса военных духовых оркестров стран НАТО и ВС СССР (1989),
- Лауреат Международного Девятого Баварского земельного музыкального фестиваля (2002),
- Золотой знак германо-советской дружбы (1975),
- Медаль «За воинскую доблесть» (1970),
- Медаль «За безупречную службу» (1987),
- Медаль «За отличие в воинской службе» (1990),
- Медаль «Ветеран воинской службы» (1994),
- Медаль В память 850-летия Москвы» (1997),
- Знак «За заслуги» (2015),
- Золотая медаль Союза композиторов Москвы (2008),
- Медаль имени Н. А. Римского-Корсакова (2016),
- Медаль «100 лет Военно-оркестровой службе» (2021),
- Медаль «Генерал-майор Александр Александров» (2022).